# Camarões-Croácia em futebol
Camarões-Croácia em futebol refere-se ao confronto entre as seleções de Camarões e da Croácia no futebol.

## Masculino
Aqui está o histórico entre Camarões e Croácia no futebol profissional, na categoria masculino:
| Nª | Data                | Cidade | País   | Mandante | Placar | Visitante | Competição                 |
| 1  | 18 de junho de 2014 | Manaus | Brasil | Camarões | 0 – 4  | Croácia   | Copa do Mundo FIFA de 2014 |

### Histórico
- 1.º jogo

| 18 de junho de 2014 | Camarões | 0 – 4     | Croácia                                     | Arena da Amazônia, Manaus                         |
| 18:00 (UTC−4)       |          | Relatório | Olić 11' · Perišić 48' · Mandžukić 61', 73' | Público: 39 982 Árbitro: POR Pedro Proença (FIFA) |

### Estatísticas
Até 4 de maio de 2019:
| Casa | Fora | Total | Camarões – Croácia | Total | Fora | Casa |
| ---- | ---- | ----- | ------------------ | ----- | ---- | ---- |
| 1    | 0    | 1     | Jogos              | 1     | 1    | 0    |
| 0    | 0    | 0     | Vitórias           | 1     | 1    | 0    |
| 0    | 0    | 0     | Empates            | 0     | 0    | 0    |
| 1    | 0    | 1     | Derrotas           | 0     | 0    | 0    |
| 0    | 0    | 0     | Golos marcados     | 4     | 4    | 0    |
| 4    | 0    | 4     | Golos sofridos     | 0     | 0    | 0    |